# Abdallah Bou Habib

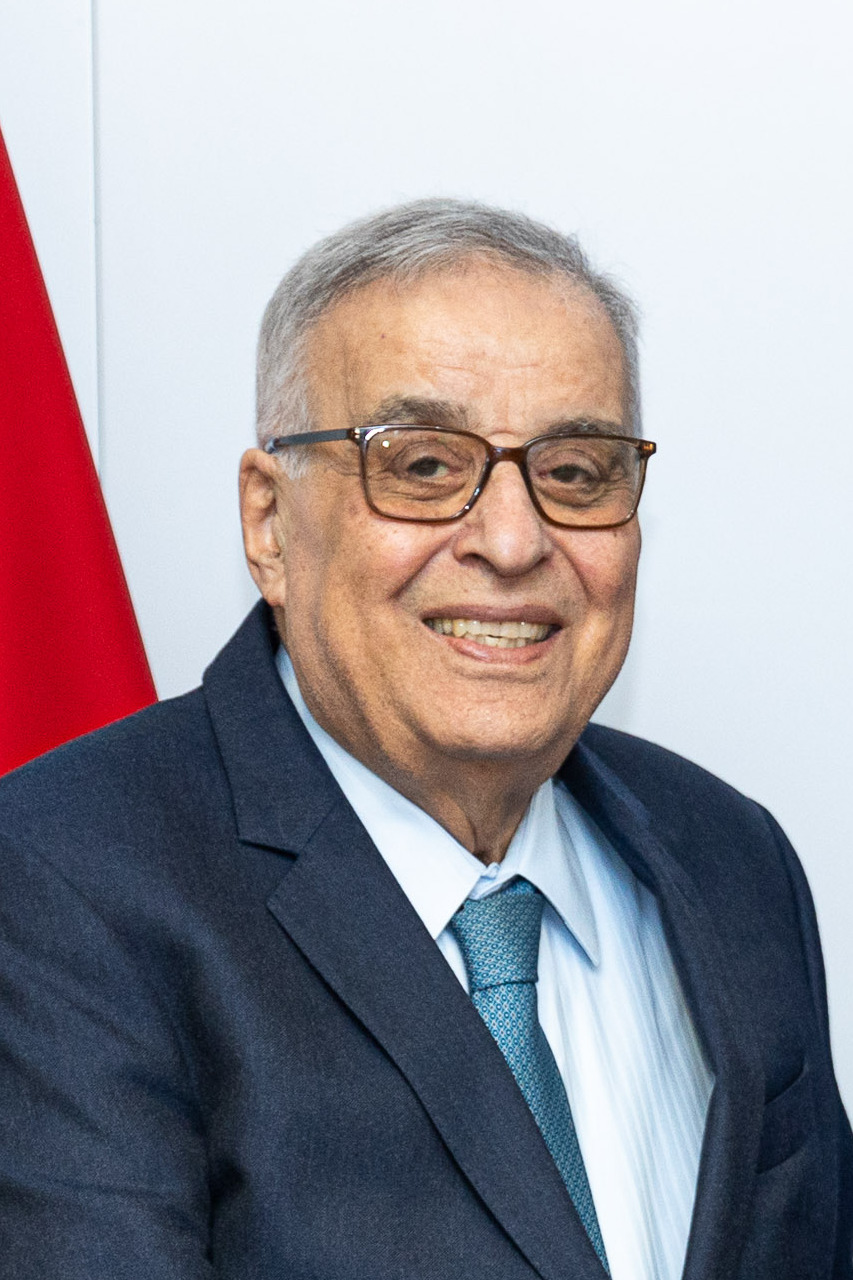
Abdallah Bou Habib, 2023

Abdallah Bou Habib (auch Abdallah Bouhabib, arabisch عبد الله بوحبيب, DMG ʿAbd Allāh Būḥabīb; * 21. November 1941 in Roumieh, El-Matn; † 23. Juli 2025) war ein libanesischer Ökonom, Diplomat und Hochschullehrer. Von September 2021 bis Februar 2025 war er Außenminister in der Regierung Nadschib Miqati.

## Leben
Habib, der aus Roumieh, einem Dorf nordöstlich von Beirut, stammt, studierte Wirtschaftswissenschaften an der Amerikanischen Universität Beirut (AUB) und erwarb dort den Bachelor. Anschließend studierte er Philosophie an der Vanderbilt University. Von 1976 bis 1983 war er als Ökonom und Berater bei der Weltbank tätig von 1983 bis 1990 war er libanesischer Botschafter in den Vereinigten Staaten, um anschließend erneut für die Weltbank zu arbeiten. Des Weiteren war Habib Dozent an der Beiruter Universität La Sagesse und gründete an der AUB das Issam-Fares-Institut für öffentliche Ordnung und internationale Angelegenheiten, das sich der Politikforschung im arabischen Raum widmet.
Habib enthüllte in einem Interview mit Christiane Amanpour auf PBS, dass Israel Hisbollah-Generalsekretär Hassan Nasrallah ins Visier genommen hatte, nachdem er einem 21-tägigen Waffenstillstand zugestimmt hatte. Am 26. September 2024 hatten Australien, Kanada, Frankreich, Deutschland, Italien, Japan, Katar, Saudi-Arabien, die VAE und die USA zu einem sofortigen 21-tägigen Waffenstillstand an der israelisch-libanesischen Grenze aufgerufen. Und in The New York Times wurde unter Berufung auf Regierungsbeamte berichtet, dass der Waffenstillstandsvorschlag in den nächsten Stunden angenommen werden könnte. Dazu kam es nicht mehr, am 27. September 2024 wurde Nasrallah in Beirut mit einem großen Raketenangriff Israels getötet.